# Spätzlepresse

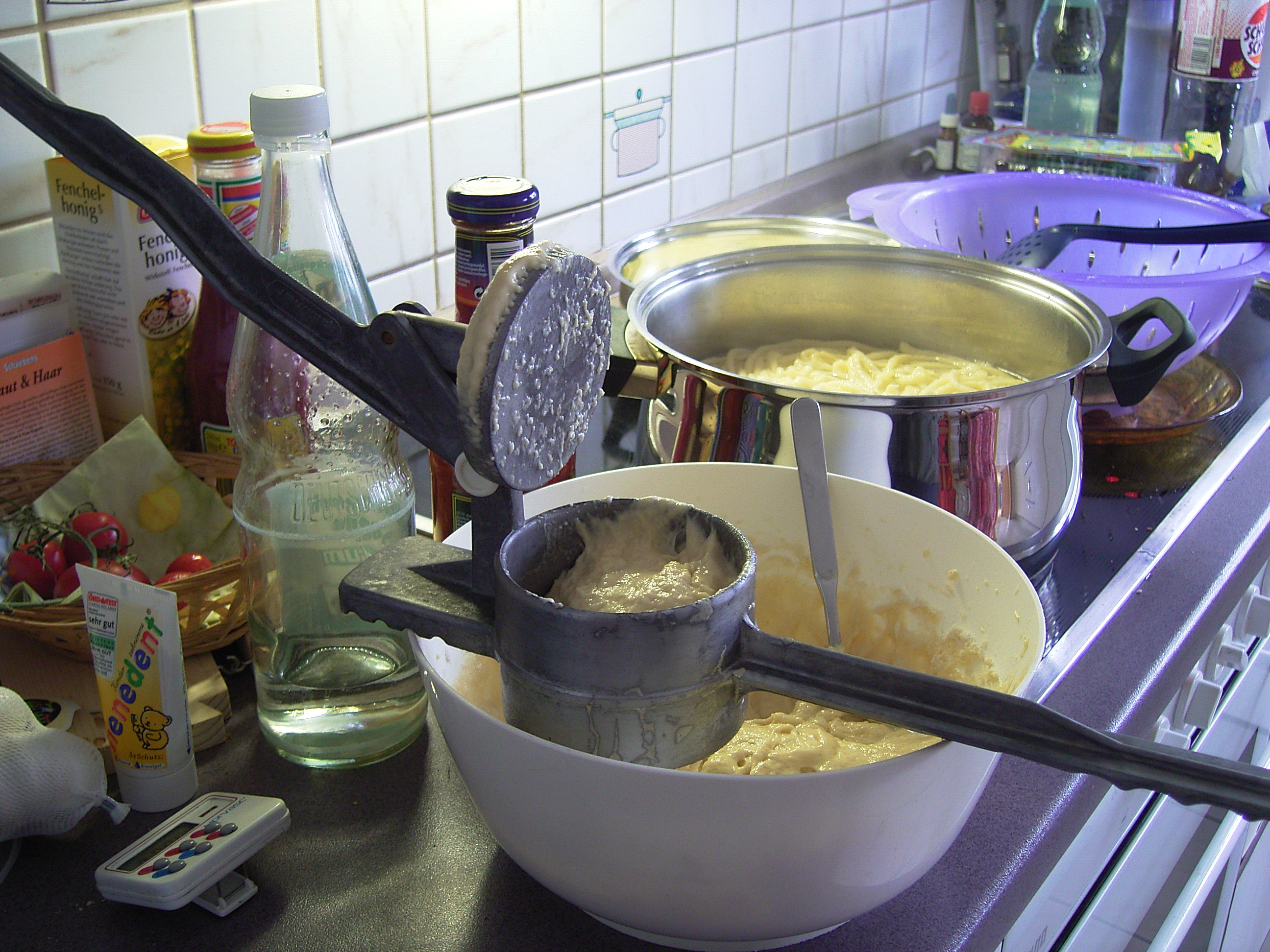
Füllen einer Spätzlepresse

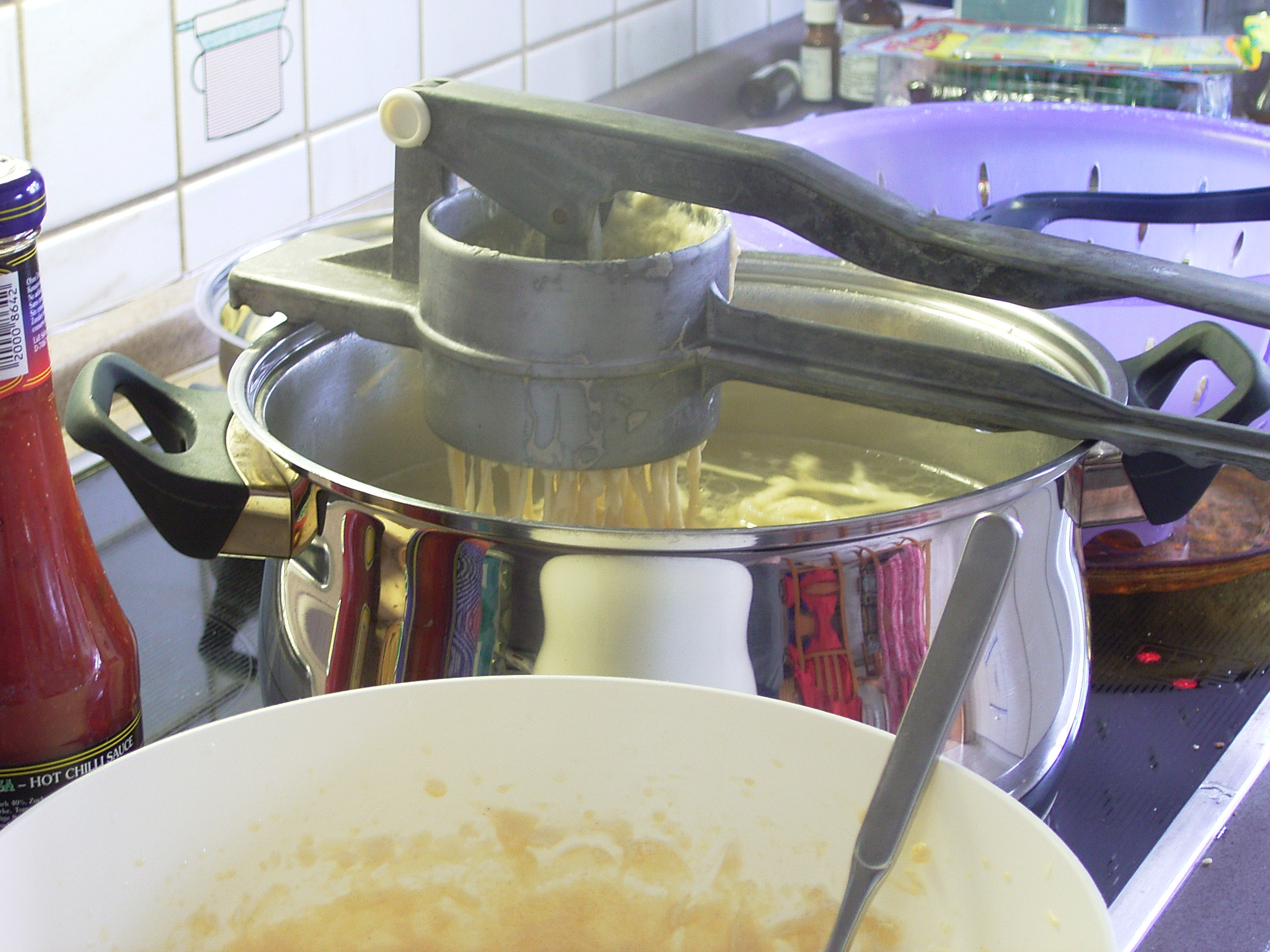
Spätzle pressen

Eine Spätzlepresse (auch Spätzlespresse) ist ein Küchengerät, mit dem mit Hilfe von Druck aus Teig Spätzle gepresst werden.

## Geschichte und Funktion
1939 meldete der schwäbische Tüftler Robert Kull aus Stuttgart-Münster das Patent für eine „Teigpresse aus einem mit Teigaustrittslöchern versehenen Topf“ – der heutigen Spätzlepresse – an. Das Gerät wurde zunächst „Spätzles-Schwob“ und später „Spätzle-Schwob“ (deutsch „Spätzle-Schwabe“) genannt sowie von Kull vertrieben. Es besitzt einen zylindrischen Teigbehälter, der an der Unterseite Löcher aufweist, durch die der Teig mit einem handlichen Kolben gepresst wird, sodass die Spätzle darunter direkt ins heiße Wasser fallen. Die Presse soll die Herstellung von Spätzle gegenüber der traditionellen Methode, dem Spätzleschaben, beschleunigen und vereinfachen.
Die Spätzlepresse kann auch zum Durchdrücken von Kartoffeln, Gemüse oder Obst verwendet werden, um u. a. Püree herzustellen. Auch Spaghettieis wird häufig unter Verwendung der Spätzlepresse hergestellt.
Die Form der Spätzle lässt sich durch die Konsistenz des Teigs, durch den aufgewendeten Druck und die aufgewendete Geduld beim Pressen beeinflussen. Wenn man beispielsweise sehr langsam mit wenig Druck und einem nicht zu festen Teig presst, werden die Spätzle durch die Schwerkraft länger, so dass man sehr lange und dünne Spätzle erhalten kann. Geschickte Köche können so Spätzle produzieren, die in Länge, Dicke und Konsistenz den Vorlieben entsprechen.

## Bauformen
Heute gibt es neben dem Spätzle-Schwob mit runden Löchern auch abgeleitete Geräte mit unregelmäßigen Löchern. Die hier entstehenden Spätzle sehen annähernd aus wie handgeschabt. Darüber hinaus gibt es auch Pressen, welche einen Kunststoffeinsatz mit geschlitzten Noppen besitzen, die bei unterschiedlichem Druck unterschiedlich weit öffnen. Das gibt den Spätzle eine noch unregelmäßigere Form, die der handgeschabten noch näher kommt.
Spätzlepressen bestehen aus Aluminiumdruckguss (entweder hochglanzpoliert oder farbig kunststoffbeschichtet), Kunststoff oder anderen Materialien. Es gibt sowohl Handspätzlepressen für den Haushalt als auch maschinell betriebene für die Gastronomie und Lebensmittelindustrie.
Alternativ wird zur Herstellung von Spätzle oder Spatzen entweder ein Spätzlehobel oder Spätzlesieb benutzt.
Auch für die Flotte Lotte gibt es Einsätze für kurze und lange Spätzle.

## Reinigung
Polierte Aluminium-Spätzlespressen dürfen nicht in die Spülmaschine, da sich sonst die Oberfläche durch Oxidation grau verfärbt. Kunststoffbeschichtete Pressen dürfen in die Spülmaschine. Üblicherweise ist jedoch eine Spülmaschinenreinigung nicht notwendig, wenn die Presse sofort nach Benutzung unter fließendem kalten Wasser ausgespült wird. Unterbleibt die sofortige Reinigung, kann der Teig antrocknen und sehr hartnäckig anhaften. Die Reinigung mancher Modelle wird auch dadurch erleichtert, dass man den Hebel vom Gehäuse entfernen kann.

## Sonstige Verwendung
Der Speiseeishersteller Dario Fontanella gab an, 1969 unter Verwendung einer Spätzlepresse das Spaghettieis erfunden zu haben.